# Rio Bituva
Rio Bituva är ett vattendrag i Brasilien.   Det ligger i delstaten Santa Catarina, i den södra delen av landet, 1 200 km söder om huvudstaden Brasília.
I omgivningarna runt Rio Bituva växer i huvudsak städsegrön lövskog. Runt Rio Bituva är det ganska tätbefolkat, med 54 invånare per kvadratkilometer.